# ورة نو (بالغلو)
ورة نو (بالفارسية: وره نو) هي منطقة سكنية تقع في إيران في قسم بالغلو الريفي. يقدر عدد سكانها بـ 19 نسمة .